# Walter Elias Broadway
Walter Elias Broadway ( 1863-1935) fue un horticultor, botánico, y recolector de plantas inglés.
La carrera de Broadway fue un microcosmos mixto de ecología y de fitomejoramiento, abarcando el servicio civil y comercial, patrocinando recolecciones y distribución de plantas.

## Biografía
Realizó recolecciones botánicas en la región del Caribe (Granada, Trinidad y Tobago), y en la América del Sur tropical (Guyana Francesa, Venezuela). Fue técnico jardinero de Kew Gardens, siendo recomendado para el puesto de asistente del superintendente (de 1888 a 1894) del Jardín Botánico Real de Trinidad por su colega William Turner Thiselton Dyer (1843-1928).
En Trinidad, estudió su historia natural con gran entusiasmo y fue miembro fundador tanto de la Trinidad Club de Naturalistas de campo 'y la Sociedad de Horticultura de Trindad y Tobago. Con el superintendente en Trinidad John H. Hart (1847-1911) estaban en total desacuerdo, y Broadway finalmente se fue de curador de los Jardines Botánicos en Granada (1894-1904). Dejó ese puesto, pero continuó recogiendo en Granada hasta 1906, cuando regresó a Trinidad. Broadway hizo una vida vendiendo especímenes a un número de herbarios en este momento, incluyendo el British Museum.
Se reincorporó al servicio colonial, en el puesto de comisario actuando en la Estación Botánica en Tobago (1908-1915) y recoge especímenes allí ampliamente (1915-1923), regresando a Trinidad al puesto de horticultor y botánico asistente a WG Freeman (1874) en el Departamento de Agricultura. Broadway se unió a un equipo de Nueva York bajo N.L. Britton (1859-1934) recogiendo en la Guyana Francesa (1921) y en Venezuela (1922-1923). Después de su retiro del servicio colonial (1923) todavía continuó recogiendo; y, muchos ejemplares en BM son de ese período. Parte de su material de criptógamas fue trasladado de Kew a BM (ca. 1961) bajo los términos del Acuerdo de Morton.

## Obra seleccionada
- 1909. Phanerogams Native & Introduced, Tobago, West Indies. Ed. W.E. Broadway, 4 pp.

- 1909. The Carpenter Bird and Cacao. Ed. Imperial Dep. of Agric. for the West Indies, 10 pp.
- La abreviatura «Broadway» se emplea para indicar a Walter Elias Broadway como autoridad en la descripción y clasificación científica de los vegetales.[4]

## Otras lecturas
- Rodgers, Andrew Denny, III (1970). «Bailey, Liberty Hyde». "Dictionario de Biografías Científicas" 1. New York: Charles Scribner's Sons. pp. 395-397. ISBN 0684101149.

- Datos: Q18643912
- Especies: Walter Elias Broadway